# Stanley-Cup-Playoffs 1942
Die Playoffs um den Stanley Cup des Jahres 1942 begannen am 21. März 1942 und endeten am 18. April 1942 mit dem 4:3-Erfolg der Toronto Maple Leafs gegen die Detroit Red Wings. Die Maple Leafs gewannen damit ihren insgesamt vierten Titel sowie ihren ersten seit 1932, während sie im Finale als erstes Team der Ligageschichte einen 0:3-Rückstand aufholten und die Serie noch mit 4:3 für sich entschieden. Dies geschah nach ihnen bis heute (Stand: Playoffs 2025) nur drei weitere Male, 1975 (New York Islanders), 2010 (Philadelphia Flyers) und 2014 (Los Angeles Kings), jedoch bisher nicht erneut in einem Stanley-Cup-Endspiel. Zugleich markierte 1942 das erste Finale, das über die volle Distanz von sieben Spielen ging, allerdings wurde der Best-of-Seven-Modus erst mit den Playoffs 1939 eingeführt. Die unterlegenen Red Wings, die in Person von Don Grosso den besten Torschützen und Scorer in ihren Reihen hatten, mussten ihre zweite Finalniederlage in Folge hinnehmen, nachdem sie im Vorjahr mit 0:4 an den Boston Bruins gescheitert waren.

## Modus
Für die Playoffs qualifizierten sich die sechs besten Teams der Liga. Die ersten beiden Mannschaften der Abschlusstabelle spielten in einem ersten Halbfinale direkt einen der beiden Finalteilnehmer aus. Die vier übrigen Teams standen sich in zwei Viertelfinals gegenüber, wobei der Dritte der Setzliste auf den Vierten sowie der Fünfte auf den Sechsten traf. Die Viertelfinals mündeten schließlich im zweiten Halbfinale, das den zweiten Finalteilnehmer ermittelte. Dabei wurde das erste Halbfinale sowie das Stanley-Cup-Finale im Best-of-Seven-Modus ausgetragen, während in den Viertelfinalserien sowie der zweiten Halbfinalserie bereits zwei Siege zum Weiterkommen ausreichten und somit im Best-of-Three-Modus gespielt wurde.
In Serien mit Best-of-Seven-Modus hatte das höher gesetzte Team in den ersten beiden Spielen Heimrecht, die nächsten beiden das gegnerische Team. Sollte bis dahin kein Sieger aus der Runde hervorgegangen sein, wechselte das Heimrecht von Spiel zu Spiel. So hatte die höher gesetzte Mannschaft in den Spielen 1, 2, 5 und 7, also vier der maximal sieben Spiele, einen Heimvorteil. In Serien mit Best-of-Three-Modus wechselte das Heimrecht von Spiel zu Spiel, sodass die höher gesetzte Mannschaft im ersten und im entscheidenden dritten Spiel vor heimischem Publikum spielte. Anzumerken ist jedoch, das von der dargestellten Verteilung des Heimrechts aus verschiedenen Gründen regelmäßig abgewichen wurde.
Bei Spielen, die nach der regulären Spielzeit von 60 Minuten unentschieden blieben, folgte die Overtime. Sie endete durch das erste erzielte Tor (Sudden Death).

## Qualifizierte Teams
| - (1) New York Rangers - (2) Toronto Maple Leafs - (3) Boston Bruins | - (4) Chicago Black Hawks - (5) Detroit Red Wings - (6) Canadiens de Montréal |

## Playoff-Baum
|  | Viertelfinale | Viertelfinale         | Viertelfinale     |                     |               | Halbfinale | Halbfinale          | Halbfinale |  |  | Stanley-Cup-Finale | Stanley-Cup-Finale | Stanley-Cup-Finale |
|  |               |                       |                   |                     |               |            |                     |            |  |  |                    |                    |                    |
|  |               |                       |                   |                     |               |            |                     |            |  |  |                    |                    |                    |
|  |               |                       |                   |                     |               |            |                     |            |  |  |                    |                    |                    |
|  | 1             | New York Rangers      | 2                 |                     |               |            |                     |            |  |  |                    |                    |                    |
|  | 1             | New York Rangers      | 2                 |                     |               |            |                     |            |  |  |                    |                    |                    |
|  |               |                       | 2                 | Toronto Maple Leafs | 4             |            |                     |            |  |  |                    |                    |                    |
|  |               |                       |                   | Toronto Maple Leafs | 4             |            |                     |            |  |  |                    |                    |                    |
|  |               |                       |                   |                     |               |            |                     |            |  |  |                    |                    |                    |
|  |               |                       |                   |                     |               |            |                     |            |  |  |                    |                    |                    |
|  |               |                       |                   |                     |               | 2          | Toronto Maple Leafs | 4          |  |  |                    |                    |                    |
|  |               | 5                     | Detroit Red Wings | 3                   |               |            |                     |            |  |  |                    |                    |                    |
|  | 3             | Boston Bruins         | 2                 |                     |               |            |                     |            |  |  |                    |                    |                    |
|  | 4             | Chicago Black Hawks   | 1                 |                     |               |            |                     |            |  |  |                    |                    |                    |
|  | 4             | Chicago Black Hawks   | 1                 | 3                   | Boston Bruins | 0          |                     |            |  |  |                    |                    |                    |
|  |               |                       |                   | 3                   | Boston Bruins | 0          |                     |            |  |  |                    |                    |                    |
|  |               |                       | 5                 | Detroit Red Wings   | 2             |            |                     |            |  |  |                    |                    |                    |
|  | 5             | Detroit Red Wings     | 5                 | Detroit Red Wings   | 2             | 2          |                     |            |  |  |                    |                    |                    |
|  | 5             | Detroit Red Wings     |                   |                     |               |            |                     |            |  |  |                    |                    |                    |
|  | 6             | Canadiens de Montréal | 1                 |                     |               |            |                     |            |  |  |                    |                    |                    |

## Viertelfinale

### (3) Boston Bruins – (4) Chicago Black Hawks
| 22. März 1942 | Chicago Black Hawks Max Bentley (58:50) | 1:2 n. V. (0:1, 0:0, 1:0, 0:1) Spielbericht Stand: 0:1 | Boston Bruins Roy Conacher (11:08) Des Smith (66:51) | Chicago Stadium, Chicago, Illinois |

| 24. März 1942 | Boston Bruins | 0:4 (0:0, 0:3, 0:1) Spielbericht Stand: 1:1 | Chicago Black Hawks Bill Mosienko (23:57) Alex Kaleta (30:19) Bill Carse (30:30) George Allen (46:27) | Boston Garden, Boston, Massachusetts |

| 26. März 1942 | Boston Bruins Gordon Bruce (18:01) Gordon Bruce (20:48) Jack McGill (28:15) | 3:2 (1:0, 2:2, 0:0) Spielbericht Stand: 2:1 | Chicago Black Hawks Max Bentley (27:09) Bill Mosienko (35:26) | Boston Garden, Boston, Massachusetts |

### (5) Detroit Red Wings – (6) Canadiens de Montréal
| 22. März 1942 | Detroit Red Wings Don Grosso (11:32) Don Grosso (22:35) | 2:1 (1:0, 1:1, 0:0) Spielbericht Stand: 1:0 | Canadiens de Montréal Terry Reardon (29:57) | Detroit Olympia, Detroit, Michigan |

| 24. März 1942 | Canadiens de Montréal James Haggarty (12:03) Terry Reardon (30:26) Émile Bouchard (37:20) Joe Benoit (55:41) Gerry Heffernan (56:17) | 5:0 (1:0, 2:0, 2:0) Spielbericht Stand: 1:1 | Detroit Red Wings | Forum de Montréal, Montréal, Québec |

| 26. März 1942 | Detroit Red Wings Mud Bruneteau (24:21) Sid Abel (39:36) Joe Carveth (47:30) Mud Bruneteau (51:40) Carl Liscombe (53:02) Carl Liscombe (59:33) | 6:2 (0:0, 2:1, 4:1) Spielbericht Stand: 2:1 | Canadiens de Montréal James Haggarty (21:26) Gerry Heffernan (59:49) | Detroit Olympia, Detroit, Michigan |

## Halbfinale

### (1) New York Rangers – (2) Toronto Maple Leafs
| 21. März 1942 | Toronto Maple Leafs Gordie Drillon (4:15) Nick Metz (5:33) Syl Apps (34:14) | 3:1 (2:1, 1:0, 0:0) Spielbericht Stand: 1:0 | New York Rangers Babe Pratt (2:26) | Maple Leaf Gardens, Toronto, Ontario |

| 22. März 1942 | New York Rangers Mac Colville (41:31) Mac Colville (42:22) | 2:4 (0:2, 0:0, 2:2) Spielbericht Stand: 0:2 | Toronto Maple Leafs John McCreedy (11:41) Gordie Drillon (19:32) John McCreedy (44:49) Billy Taylor (46:15) | Madison Square Garden, New York City, New York |

| 24. März 1942 | New York Rangers Alex Shibicky (22:50) Alan Kuntz (26:10) Mac Colville (50:49) | 3:0 (0:0, 2:0, 1:0) Spielbericht Stand: 1:2 | Toronto Maple Leafs | Madison Square Garden, New York City, New York |

| 28. März 1942 | Toronto Maple Leafs Syl Apps (49:09) Sweeney Schriner (53:08) | 2:1 (0:0, 0:0, 2:1) Spielbericht Stand: 3:1 | New York Rangers Bryan Hextall (57:32) | Maple Leaf Gardens, Toronto, Ontario |

| 29. März 1942 | New York Rangers Alex Shibicky (2:01) Alex Shibicky (16:07) Lynn Patrick (55:56) | 3:1 (2:0, 0:0, 1:1) Spielbericht Stand: 2:3 | Toronto Maple Leafs Pete Langelle (58:05) | Madison Square Garden, New York City, New York |

| 31. März 1942 | Toronto Maple Leafs John McCreedy (11:41) Pete Langelle (20:50) Nick Metz (59:55) | 3:2 (1:0, 1:0, 1:2) Spielbericht Stand: 4:2 | New York Rangers Phil Watson (50:31) Alf Pike (52:18) | Maple Leaf Gardens, Toronto, Ontario |

### (3) Boston Bruins – (5) Detroit Red Wings
| 29. März 1942 | Boston Bruins Roy Conacher (16:24) Jack McGill (25:39) Jack McGill (49:15) Jack McGill (56:04) | 4:6 (1:3, 1:2, 2:1) Spielbericht Stand: 0:1 | Detroit Red Wings Mud Bruneteau (0:19) Eddie Wares (3:25) Carl Liscombe (10:49) Don Grosso (21:00) Carl Liscombe (29:20) Sid Abel (49:00) | Boston Garden, Boston, Massachusetts |

| 31. März 1942 | Detroit Red Wings Joe Carveth (3:50) Joe Carveth (49:46) Don Grosso (59:54) | 3:1 (1:1, 0:0, 2:0) Spielbericht Stand: 2:0 | Boston Bruins Herb Cain (8:32) | Detroit Olympia, Detroit, Michigan |

## Stanley-Cup-Finale

### (2) Toronto Maple Leafs – (5) Detroit Red Wings
| 4. April 1942 | Toronto Maple Leafs John McCreedy (6:36) Sweeney Schriner (12:59) | 2:3 (2:2, 0:1, 0:0) Spielbericht Stand: 0:1 | Detroit Red Wings Don Grosso (1:38) Sid Abel (12:30) Don Grosso (34:11) | Maple Leaf Gardens, Toronto, Ontario |

| 7. April 1942 | Toronto Maple Leafs Sweeney Schriner (31:13) Wally Stanowski (53:40) | 2:4 (0:2, 1:0, 1:2) Spielbericht Stand: 0:2 | Detroit Red Wings Don Grosso (11:48) Mud Bruneteau (14:17) Don Grosso (44:15) Gerry Brown (50:08) | Maple Leaf Gardens, Toronto, Ontario |

| 9. April 1942 | Detroit Red Wings Gerry Brown (18:20) Joe Carveth (18:40) Pat McReavy (33:12) Syd Howe (35:11) Eddie Bush (47:11) | 5:2 (2:2, 2:0, 1:0) Spielbericht Stand: 3:0 | Toronto Maple Leafs Lorne Carr (15:36) Lorne Carr (16:06) | Detroit Olympia, Detroit, Michigan |

| 12. April 1942 | Detroit Red Wings Mud Bruneteau (21:32) Sid Abel (29:08) Carl Liscombe (44:18) | 3:4 (0:0, 2:2, 1:2) Spielbericht Stand: 3:1 | Toronto Maple Leafs Bob Davidson (33:54) Lorne Carr (35:20) Syl Apps (46:15) Nick Metz (52:45) | Detroit Olympia, Detroit, Michigan |

| 14. April 1942 | Toronto Maple Leafs Nick Metz (9:29) Wally Stanowski (15:14) Bob Goldham (21:59) Sweeney Schriner (24:11) Don Metz (34:11) Syl Apps (34:28) Don Metz (36:44) Don Metz (45:36) Syl Apps (49:25) | 9:3 (2:0, 5:0, 2:3) Spielbericht Stand: 2:3 | Detroit Red Wings Syd Howe (43:08) Alex Motter (54:03) Carl Liscombe (55:45) | Maple Leaf Gardens, Toronto, Ontario |

| 16. April 1942 | Detroit Red Wings | 0:3 (0:0, 0:1, 0:2) Spielbericht Stand: 3:3 | Toronto Maple Leafs Don Metz (20:14) Bob Goldham (53:32) Billy Taylor (54:04) | Detroit Olympia, Detroit, Michigan |

| 18. April 1942 | Toronto Maple Leafs Sweeney Schriner (47:47) Pete Langelle (49:48) Sweeney Schriner (56:17) | 3:1 (0:0, 0:1, 3:0) Spielbericht Stand: 4:3 | Detroit Red Wings Syd Howe (21:45) | Maple Leaf Gardens, Toronto, Ontario |

### Stanley-Cup-Sieger
| Stanley-Cup-Sieger Toronto Maple Leafs | Torhüter: Turk Broda Verteidiger: Ernie Dickens, Bob Goldham, Reg Hamilton, Rudolph Kampman, Wilfred McDonald, Wally Stanowski Angreifer: Syl Apps (C), Lorne Carr, Bob Davidson, Gordie Drillon, Hank Goldup, Pete Langelle, John McCreedy, Don Metz, Nick Metz, Sweeney Schriner, Gaye Stewart, Billy Taylor Cheftrainer: Hap Day General Manager: Conn Smythe |

## Beste Scorer
Abkürzungen: GP = Spiele, G = Tore, A = Assists, Pts = Punkte, PIM = Strafminuten; Fett: Bestwert
| Spieler          | Team    | GP | G | A | Pts | PIM |
| ---------------- | ------- | -- | - | - | --- | --- |
| Don Grosso       | Detroit | 12 | 8 | 6 | 14  | 19  |
| Syl Apps         | Toronto | 13 | 5 | 8 | 13  | 2   |
| Carl Liscombe    | Detroit | 12 | 6 | 6 | 12  | 2   |
| Billy Taylor     | Toronto | 13 | 2 | 8 | 10  | 4   |
| Wally Stanowski  | Toronto | 13 | 2 | 8 | 10  | 2   |
| Sweeney Schriner | Toronto | 13 | 6 | 3 | 9   | 10  |
| Nick Metz        | Toronto | 13 | 4 | 4 | 8   | 12  |
| Syd Howe         | Detroit | 12 | 3 | 5 | 8   | 0   |
| Don Metz         | Toronto | 4  | 4 | 3 | 7   | 0   |
| John McCreedy    | Toronto | 13 | 4 | 3 | 7   | 6   |

## Beste Torhüter
Die kombinierte Tabelle zeigt die drei besten Torhüter in der Kategorie Gegentorschnitt sowie den jeweils Führenden in Shutouts und Siegen.
Abkürzungen: GP = Spiele, Min = Eiszeit (in Minuten), W = Siege, L = Niederlagen, GA = Gegentore, SO = Shutouts, GAA = Gegentorschnitt; Fett: Bestwert; Sortiert nach Gegentorschnitt.
Erfasst werden nur Torhüter mit 120 absolvierten Spielminuten.
| Spieler       | Team       | GP | Min    | W | L | GA | SO | GAA  |
| ------------- | ---------- | -- | ------ | - | - | -- | -- | ---- |
| Sam LoPresti  | Chicago    | 3  | 186:51 | 1 | 2 | 5  | 1  | 1,61 |
| Jim Henry     | NY Rangers | 6  | 360:00 | 2 | 4 | 13 | 1  | 2,17 |
| Turk Broda    | Toronto    | 13 | 780:00 | 8 | 5 | 31 | 1  | 2,38 |
| Paul Bibeault | Montréal   | 3  | 180:00 | 1 | 2 | 8  | 1  | 2,67 |